# Castelliere di Udine
Il castelliere di Udine e il più esteso insediamento della Cultura dei Castellieri in Friuli.

## Conformazione e storia
Risalente all'età del Bronzo, nel II millennio a.C., di esso non è visibile praticamente nulla in quanto, nel corso dei secoli, è stato interamente coperto dallo sviluppo urbano della città di Udine, soprattutto in epoca medievale. Nonostante questo, già nei primi anni del Novecento si arrivò a ipotizzarne l'esistenza e la conformazione grazie agli studi di Achille Tellini, che (incrociando le osservazioni sul campo con l'analisi della morfologia urbana della città) seppe riconoscerne il perimetro al di sotto del centro cittadino. 
Uniche tracce tuttora visibili, al di là dell'andamento delle strade che ancora ne tracciano interamente il profilo, sono i rilievi che in alcuni punti ancora ricalcano la conformazione dell'aggere (soprattutto nell'attuale piazza Patriarcato). Esso costeggiava il colle del castello sul lato sud-occidentale (attuale via Manin), per poi proseguire lungo piazza Patriarcato, via Piave, via Gorghi, via Crispi, piazza Garibaldi, via del Gelso, e da qui piegava lungo via Rialto (toponimo forse collegato proprio alla presenza dell'aggere) fino all'attuale piazza Libertà. L'aggere era (come di consueto nei castellieri) circondato da un fossato, il cui letto è in parte tuttora occupato dalle rogge cittadine, collegato ai due bacini lacustri (probabilmente piovani) che una volta insistevano sulle attuali piazza I maggio e piazza Garibaldi.
Le ipotesi del Tellini e degli studiosi (tra cui Ludovico Quarina e Pietro Someda de Marco) che successivamente hanno affrontato lo studio del castelliere sono state abbondantemente confermate dai ritrovamenti archeologici, che - pur nella limitatezza degli scavi, sempre collegati a cantieri o interventi d'emergenza - hanno riportato alla luce non solo intere sezioni dell'aggere e delle strutture ad esso connesse, ma anche materiali (soprattutto ceramici) riconducibili proprio alla Cultura dei Castellieri.